# British Home Championship 1927/28
De British Home Championship van 1927/28 was de 40e editie van de British Home Championship. Het toernooi werd gehouden van 22 oktober 1927 tot en met 31 maart 1928. Wales werd kampioen.

## Eindstand
| Team          | Gsp | W | G | V | DV | DT | DS | Ptn |
| ------------- | --- | - | - | - | -- | -- | -- | --- |
| Wales         | 3   | 2 | 1 | 0 | 6  | 4  | +2 | 5   |
| Noord-Ierland | 3   | 2 | 0 | 1 | 4  | 2  | +2 | 4   |
| Schotland     | 3   | 1 | 1 | 1 | 7  | 4  | –3 | 3   |
| Engeland      | 3   | 0 | 0 | 3 | 2  | 9  | –7 | 0   |

## Wedstrijden
|                                                    |                                            |       |          |                                                                              |
| 22 oktober 1927 «onderlinge duels» 15:00 uur (UTC) | Noord-Ierland                              | 2 – 0 | Engeland | Windsor Park, Belfast Toeschouwers: 30.000 Scheidsrechter: Tom Dougray (SCO) |
| 22 oktober 1927 «onderlinge duels» 15:00 uur (UTC) | Herbert Jones 36' (e.d.) Jackie Mahood 72' |       |          | Windsor Park, Belfast Toeschouwers: 30.000 Scheidsrechter: Tom Dougray (SCO) |

|                                                    |                                           |       |                                             |                                                                                       |
| 29 oktober 1927 «onderlinge duels» 15:00 uur (UTC) | Wales                                     | 2 – 2 | Schotland                                   | Racecourse Ground, Wrexham Toeschouwers: 16.000 Scheidsrechter: Harry Kingscott (ENG) |
| 29 oktober 1927 «onderlinge duels» 15:00 uur (UTC) | Ernest Curtis 44' Jimmy Gibson 76' (e.d.) |       | 14' Hughie Gallacher 16' (pen.) Jock Hutton | Racecourse Ground, Wrexham Toeschouwers: 16.000 Scheidsrechter: Harry Kingscott (ENG) |

|                                                     |                        |       |                                     |                                                                           |
| 28 november 1927 «onderlinge duels» 14:30 uur (UTC) | Engeland               | 1 – 2 | Wales                               | Turf Moor, Burnley Toeschouwers: 32.089 Scheidsrechter: Willie Bell (SCO) |
| 28 november 1927 «onderlinge duels» 14:30 uur (UTC) | Fred Keenor 79' (e.d.) |       | 22' Wilf Lewis 40' (e.d.) Jack Hill | Turf Moor, Burnley Toeschouwers: 32.089 Scheidsrechter: Willie Bell (SCO) |

|                                                |                    |       |                                 |                                                                                    |
| 4 februari 1928 «onderlinge duels» 15:00 (UTC) | Noord-Ierland      | 1 – 2 | Wales                           | Windsor Park, Belfast Toeschouwers: 27.563 Scheidsrechter: Herbert Hopkinson (ENG) |
| 4 februari 1928 «onderlinge duels» 15:00 (UTC) | Jimmy Chambers 31' |       | 6' Willie Davies 55' Wilf Lewis | Windsor Park, Belfast Toeschouwers: 27.563 Scheidsrechter: Herbert Hopkinson (ENG) |

|                                                     |           |                    |               |                                                                                 |
| 25 februari 1928 «onderlinge duels» 15:00 uur (UTC) | Schotland | 0 – 1              | Noord-Ierland | Firhill Stadium, Glasgow Toeschouwers: 55.000 Scheidsrechter: Arthur Ward (ENG) |
| 25 februari 1928 «onderlinge duels» 15:00 uur (UTC) |           | 13' Jimmy Chambers |               | Firhill Stadium, Glasgow Toeschouwers: 55.000 Scheidsrechter: Arthur Ward (ENG) |

|                                                  |               |       |                                               |                                                                                |
| 31 maart 1928 «onderlinge duels» 15:00 uur (UTC) | Engeland      | 1 – 5 | Schotland                                     | Wembley Stadium, Londen Toeschouwers: 80.868 Scheidsrechter: Willie Bell (SCO) |
| 31 maart 1928 «onderlinge duels» 15:00 uur (UTC) | Bob Kelly 89' |       | 3', 65', 86' Alex Jackson 44', 67' Alex James | Wembley Stadium, Londen Toeschouwers: 80.868 Scheidsrechter: Willie Bell (SCO) |